# Бородулино (Свердловская область)
Бородулино — село в Сысертском районе Свердловской области России. Входит в Сысертский муниципальный округ.
Ранее входило в состав Патрушевского сельсовета Сысертского района.

## География
Бородулино расположено к юго-востоку от Екатеринбурга и к юго-западу от Арамили. 
Последняя образует единую планировочную структуру вместе с сёлами Бородулино, Патруши и посёлком Большим Истоком в составе Екатеринбургской агломерации.

## Население
| 2002 | 2010  | 2021  |
| ---- | ----- | ----- |
| 1113 | ↗1274 | ↘1190 |